# Cinithiens
Les Cinithiens (Cinithii) sont une tribu berbère de l'Afrique romaine qui occupait l'Est de l'actuelle Tunisie. Elle était localisée dans l'actuelle région de l'Arad.
Selon le géographe Ptolémée, ils habitaient sur les bords de la Petite Syrte. Une inscription découverte à Thysdrus (actuelle El Jem) mentionnant un praefectus gentis des Cinithiens confirme ce renseignement.
Près de la ville romaine de Gigthis, dans le sud-est de la Tunisie, il existe une dédicace du IIe siècle à un certain L. Memmius Messius Pacatus, qui « s'est distingué parmi son peuple ». Désigné comme appartenant à la nation des Cinithii, il était un chef de la tribu et sa famille a atteint le rang de sénateur.
En l'an 17, des Cinithiens rejoignent le chef musulame Tacfarinas, un ancien membre des troupes auxiliaires romaines, dans sa révolte contre l'empire romain. Ils sont à l'occasion mentionnés par l'historien romain Tacite comme un « peuple redoutable ». La tribu n'est plus mentionnée dans les écrits après l'an 18.